# Tarboro
La ville de Tarboro est le siège du comté d'Edgecombe, situé en Caroline du Nord, aux États-Unis. Lors du recensement de 2010, la ville comptait 11 415 habitants. En 2016, sa population est estimée à 10 994 habitants.

## Démographie
| Groupe            | Tarboro | Caroline du Nord | États-Unis |
| ----------------- | ------- | ---------------- | ---------- |
| Afro-Américains   | 48,4    | 21,5             | 12,6       |
| Blancs            | 47,2    | 68,5             | 72,4       |
| Autres            | 3,0     | 4,4              | 6,4        |
| Métis             | 0,8     | 2,2              | 2,9        |
| Asiatiques        | 0,5     | 2,2              | 4,8        |
| Amérindiens       | 0,1     | 1,3              | 0,9        |
| Total             | 100     | 100              | 100        |
|                   |         |                  |            |
| Latino-Américains | 4,9     | 8,4              | 16,7       |

Selon l'American Community Survey, pour la période 2011-2015, 92,84 % de la population âgée de plus de 5 ans déclare parler anglais à la maison alors que 6,57 % déclare parler l'espagnol et 0,59 % une autre langue.
| 1810 | 1850 | 1860  | 1870  | 1880  | 1890  |
| ---- | ---- | ----- | ----- | ----- | ----- |
| 523  | 709  | 1 048 | 1 340 | 1 600 | 1 924 |

| 1900  | 1910  | 1920  | 1930  | 1940  | 1950  |
| ----- | ----- | ----- | ----- | ----- | ----- |
| 2 499 | 4 129 | 4 568 | 6 379 | 7 148 | 8 120 |

| 1960  | 1970  | 1980  | 1990   | 2000   | 2010   |
| ----- | ----- | ----- | ------ | ------ | ------ |
| 8 411 | 9 425 | 8 741 | 11 037 | 11 138 | 11 415 |